# Alfredo Cruz Bolaños
Alfredo Cruz Bolaños (San José, Costa Rica, 28 de noviembre de 1918- San José, Costa Rica, 17 de marzo de 2006) fue un educador, funcionario público y promotor del deporte costarricense. Es considerado uno de los pioneros de la educación física en Costa Rica, destacándose por su contribución en la institucionalización del deporte escolar y la promoción de valores cívicos a través de la actividad física.

## Formación y primeros años
Cruz Bolaños nació en San José, Costa Rica. Desde temprana edad demostró interés por la educación y el deporte. A los 19 años viajó a los Estados Unidos, donde se convirtió en el primer costarricense en graduarse en educación física universitaria, tras cursar estudios en George Williams College y la Universidad de Nueva York.

## Carrera profesional
En 1959 se inauguró en Lourdes de Montes de Oca una piscina pública que llevaría su nombre: la Piscina Alfredo Cruz Bolaños, destinada a la enseñanza gratuita de natación a niños de escuelas públicas. Esta instalación fue impulsada por el propio educador, convirtiéndose en un referente local y nacional por más de tres décadas.
A su regreso a Costa Rica en 1938, Cruz Bolaños se dedicó a la enseñanza de la educación física. En 1944 comenzó a impartir clases de natación en la piscina Pila Volio. Fue fundador del Instituto Nacional de Educación Física (INEF) en 1946, y promotor de la construcción del Gimnasio Nacional y la restauración del balneario de Ojo de Agua en Alajuela.
Fue además responsable de la introducción del voleibol como deporte escolar en el país, y en 1952 reactivó los Juegos Deportivos Estudiantiles. En 1959 fundó una academia de natación en Lourdes de Montes de Oca, donde formó a más de 80.000 costarricenses, incluidos atletas como Franklin Chang Díaz, Claudia y Silvia Poll, y el entrenador Francisco Rivas.

## Director Nacional de Deportes
Entre 1964 y 1974, Cruz Bolaños se desempeñó como Director Nacional de Deportes. Durante su administración se instauró la Carrera de la Antorcha de la Independencia (1964), y se promovió la fundación de la Copa del Café, la Vuelta Ciclística a Costa Rica y la Galería Costarricense del Deporte.

## Reconocimientos oficiales
En 1988 fue incluido en la Galería Nacional del Deporte. En 1991, la Municipalidad de Montes de Oca lo declaró Hijo Predilecto del cantón por acuerdo del Concejo Municipal.
En 2005, el Gobierno de Costa Rica declaró la Carrera de la Antorcha como Símbolo Nacional mediante el decreto ejecutivo N.º 32647-C, como reconocimiento a su creador.
Desde 2007, el ICODER entrega el "Premio Alfredo Cruz Bolaños" a los atletas más destacados de los Juegos Deportivos Nacionales.

## Legado
Su legado está presente en la institucionalización de la educación física, el civismo escolar y el deporte costarricense. Además de los reconocimientos oficiales, miles de personas recuerdan su enseñanza directa. Su figura se mantiene como referente del deporte nacional y de la formación integral de la niñez y juventud.

## Fallecimiento
Falleció el 17 de marzo de 2006 en San José, a los 87 años. Sus restos descansan en San Pedro de Montes de Oca, donde vivió y desarrolló gran parte de su labor pedagógica.